# Fußball-Verbandsliga Südwest 2023/24
Die Fußball-Verbandsliga Südwest 2023/24 war die 16. Saison der sechstklassigen Verbandsliga Südwest im regionalen Männerfußball des südlichen Teils des Landes Rheinland-Pfalz.

## Teilnehmer
Für die Spielzeit 2023/24 qualifizierten sich folgende Vereine, anders als in der Vorsaison gab es keine Absteiger aus der Oberliga:
- Die verbliebenen Mannschaften aus der Verbandsliga Südwest Saison 2022/23:
  - Hassia Bingen
  - TSG 1846 Bretzenheim
  - SC 07 Idar-Oberstein
  - FK Pirmasens II
  - Jahn Zeiskam
  - TuS Marienborn
  - FC Basara Mainz
  - TuS Rüssingen
  - TuS Hohenecken
  - SV Steinwenden
  - FC Bienwald Kandel
  - TSV Gau-Odernheim
  - SV Hermersberg

- Die Meister der Landesligen 2022/23:
  - Eintracht Bad Kreuznach (West)
  - SV Viktoria Herxheim (Ost)

- Der Zweitplatzierte der Landesliga Ost 2022/23
  - FSV Offenbach

## Abschlusstabelle
| Pl. | Verein                  | Sp. | S  | U  | N  | Tore    | Diff. | Punkte |
| --- | ----------------------- | --- | -- | -- | -- | ------- | ----- | ------ |
| 1.  | SC 07 Idar-Oberstein    | 30  | 20 | 7  | 3  | 076:260 | +50   | 67     |
| 2.  | SV Viktoria Herxheim    | 30  | 17 | 7  | 6  | 060:280 | +32   | 58     |
| 3.  | FC Basara Mainz         | 30  | 15 | 11 | 4  | 064:370 | +27   | 56     |
| 4.  | TB Jahn Zeiskam         | 30  | 16 | 4  | 10 | 063:380 | +25   | 52     |
| 5.  | TSV Gau-Odernheim       | 30  | 15 | 4  | 11 | 062:560 | +6    | 49     |
| 6.  | TuS Marienborn          | 30  | 14 | 5  | 11 | 049:410 | +8    | 47     |
| 7.  | SG Eintr. Bad Kreuznach | 30  | 14 | 4  | 12 | 063:480 | +15   | 46     |
| 8.  | FSV Offenbach           | 30  | 12 | 4  | 14 | 047:530 | −6    | 40     |
| 9.  | TSG 1846 Bretzenheim    | 30  | 10 | 7  | 13 | 046:520 | −6    | 37     |
| 10. | SV Steinwenden          | 30  | 10 | 7  | 13 | 046:540 | −8    | 37     |
| 11. | FK 03 Pirmasens II      | 30  | 10 | 6  | 14 | 049:530 | −4    | 36     |
| 12. | TuS Rüssingen           | 30  | 10 | 6  | 14 | 049:600 | −11   | 36     |
| 13. | FC Bienwald Kandel      | 30  | 11 | 2  | 17 | 048:760 | −28   | 35     |
| 14. | SV Hermersberg          | 30  | 8  | 5  | 17 | 036:670 | −31   | 29     |
| 15. | BFV Hassia Bingen       | 30  | 6  | 8  | 16 | 028:590 | −31   | 26     |
| 16. | TuS Hohenecken          | 30  | 6  | 5  | 19 | 041:790 | −38   | 23     |

Als Meister stieg der SC 07 Idar-Oberstein mit neun Punkten Vorsprung auf den Zweiten, den SV Viktoria Herxheim, in die Oberliga auf. Herxheim durfte bedingt durch seinen zweiten Platz auch an einer Aufstiegsrunde teilnehmen. Dort platzierte sich die Mannschaft auf dem ersten Platz, womit die Mannschaft ebenfalls aufsteigen durfte. Der FC Bienwald Kandel, der SV Hermersberg, Hassia Bingen und der TuS Hohenecken mussten nach dieser Saison in ihre jeweilige Landesliga absteigen.
Als Aufsteiger kamen zur nächsten Saison aus der Landesliga als Meister der TuS 07 Steinbach (West) sowie der VfB Bodenheim (Ost) hinzu. Zwischen den Zweitplatzierten der Landesligen, dem SC Hauenstein (West) und dem SV 1950 Büchelberg (Ost), gab es noch Relegationsspiele, welche im Hinspiel in Büchelberg mit einem 2:3-Sieg für den SC ausgingen und im Rückspiel in Hauenstein in einem 2:1-Heimsieg endeten. Damit stieg der SC Hauenstein zur nächsten Saison ebenfalls auf.
| (A) | Aufsteiger aus der Oberliga Rheinland-Pfalz/Saar 2022/23 |
| (N) | Aufsteiger aus den Landesligen 2022/23                   |